# Nội các Philippines
Nội các Philippines (Filipino: Gabinete ng Pilipinas) là cơ quan đứng đầu ngành hành pháp của chính quyền Philippines. Hiện nội các bao gồm Bộ trưởng và người đứng đầu của một số cơ quan khác dưới quyền Tổng thống Philippines.
Các Bộ trưởng có nhiệm vụ tham vấn cho Tổng thống về các vấn đề quốc gia khác nhau như nông nghiệp, xây dựng, y tế, ngân sách, quốc phòng...
Các thành viên đó được Tổng thống đề cử và được trình lên Ủy ban bổ nhiệm của Quốc hội, việc chấp thuận hay không chấp thuận được Quốc hội biểu quyết. Nếu được chấp thuận thành viên tuyên thệ nhận chức theo Tổng thống đề cử, đảm nhận chức vụ Bộ trưởng và bắt đầu hoạt động theo nhiệm vụ.

## Lịch sử
Ngày thành lập các Bộ khác nhau, tùy thuộc vào thời gian nguồn gốc thành lập trong thời kỳ Đệ nhất Cộng hòa hay thời thuộc Mỹ. Trong thời gian thế chiến II có 2 nội các cùng hoạt động, thứ nhất là khối thịnh vượng Philippines không bị chiếm đóng và sau đó lưu vong, nội các thứ hai do Nhật Bản thành lập.

### Đệ nhất Cộng hòa
Trước khi công ước Tejeros năm 1897 được thi hành, chức năng của chính quyền đã được Katipunan (Liên minh những người con yêu quý của nhân dân) tiến hành. Các hội nghị đã thay Katipunan thành lập chính phủ cách mạng lâm thời. Sau đó lần lượt bị thay thế bằng Cộng hòa Biak-na-Bato. Phong trào cách mạng sau bị lưu đày tới Hồng Kông. Cuộc cách mạng lại được tiếp tục tháng 5/1898 và thành lập chính phủ chính thức (không phải lâm thời hoặc dự bị) của nền đệ nhất Cộng hòa. Hiến pháp nền đệ nhất quy định các Bộ như sau:
Nội các Mabini (21/1/1899-7/5/1899)
- Apolinario Mabini - Ngoại giao, Thủ tướng Chính phủ.
- Mariano Trias - Tài chính
- Teodoro Sandico - Nội vụ
- Baldomero Aguinaldo - Chiến tranh
- Gracio Gonzaga - Phúc lợi

Nội các Paterno (7/5/1899 - 13/11/1899)
- Pedro Paterno - Thủ tướng Chính phủ
- Leon Ma. Guerrero - Nông nghiệp, Công nghiệp và Thương mại
- Hugo Ilagan - Tài chính
- Felipe Buencamino - Ngoại giao
- Severino de las Alas - Nội vụ
- Aguedo Velarde - Công Huấn
- Maximo Paterno - Công trình công cộng và Truyền thông
- Mariano Trias - Chiến tranh

### Quần đảo Philippine
Dưới Ủy ban Philippines và sau đó là lập pháp lưỡng viện được thành lập, chính quyền thực dân Mỹ đã thành lập văn phòng Nội các Thống đốc Philippines, tiếp tục cho tới Khối thinh vượng Philippines. Quyền hành pháp nằm trong tay Thống đốc Philippines. Thành viên Nội các là người Mỹ và Philippines, ngoại trừ Thư ký Công huấn do người Mỹ đặc biệt là Phó Thống đốc. 

### Khối thịnh vượng Philippines
Với quyền tự chủ Tổng thống Philippines có quyền bổ nhiệm thành viên Nội các.

### Ủy ban hành pháp Philippines
Được thành lập theo chỉ thị của Nhật hoàng, Ủy ban chịu trách nhiệm hành chính đối với chính quyền trong khu vực quân Nhật chiếm đóng.

### Nội các chiến tranh của Khối thịnh vượng Philippines
Khi chiến tranh nổ ra dẫn tới việc hình thành Nội các chiến tranh, tổ chức của nội các chiến tranh được thay đổi nhiều lần.

### Đệ nhị Cộng hòa
Đệ nhị Cộng hòa thay thế Ủy ban hành pháp Philippines. Thành viên nội các xóa bỏ chức vụ ủy viên và đổi thành Bộ trưởng.

### Phục hồi khối thịnh vượng
Khối thịnh vương được khôi phục tháng 10/1944 và chính thức phục hồi quyền lực tháng 2/1945.

### Đệ tam Cộng hòa
Sau khi ghi nhận Philippines độc lập năm 1946 của Mỹ, cựu quốc gia khối thinh vượng chung bây giờ trở thành quốc gia cộng hòa với Hiến pháp 1935 cho tới khi Marcos tuyên bố thiết quân luật với năm 1972.

### Đệ tứ Cộng hòa
Năm 1978 với Hiến pháp năm 1973 các Ban được đổi tên thành Bộ. Hiến pháp năm 1973 ban đầu thiết lập Quốc hội dạng thống trị, nhưng sau đó được sửa đổi trước thi hành đầy đủ của nó vào hình thức chính quyền bán tổng thống dưới chế độ độc tài của Marcos. Năm 1981 thiết quân luật được dỡ bỏ, Quốc hội được họp thường xuyên và Cesar Virata được bầu làm Thủ tướng và kiêm Bộ trưởng Tài chính.

### Đệ ngũ Cộng hòa
Dưới chính quyền cách mạng của mình, Tổng thống Corazon Aquino bãi bỏ hệ thống các cơ quan chính phủ và phục hồi hệ thống Ban. Việc phê chuẩn Hiến pháp năm 1987 được coi là lần sửa đổi vĩnh viễn.

## Hiến pháp và luật định

### Bổ nhiệm
Khoản 17 của Điều 7 quy định:
| “ | đề cử và với sự chấp thuận của Ủy ban bổ nhiệm, chỉ định người đứng đầu các ban điều hành, đại sứ, các công sứ chung và lãnh sự, hoặc sĩ quan lực lượng vũ trang từ đại tá và các chức vụ được bổ nhiệm theo quyền của Tổng thống theo Hiến định. Tổng thống bổ nhiệm các thành viên khác của chính phủ không có quy định của luật, và những người có thể ủy nhiệm theo luận định. Quốc hội có thể, theo luật định, bổ nhiệm các thành viên cấp thấp hơn Tổng thống, trong các tòa án, hoặc thủ trưởng trong các ban điều hành, cơ quan, ủy ban hoặc ban. | ” |

## Nội các và thành viên
Bộ (Ban điều hành) được sắp xếp theo thứ tự ưu tiên thành lập bởi chính phủ.

### Bộ chính quyền Philippines
Ban điều hành tại Philippines tương đương với cấp Bộ tại các nước. Chức vụ Thư ký đứng đầu Ban tương đương với chức vụ Bộ trưởng.
| Bộ                                                                                                 | Văn phòng                                                                                           | Thành lập | Đương nhiệm              | Bổ nhiệm từ |
| -------------------------------------------------------------------------------------------------- | --------------------------------------------------------------------------------------------------- | --------- | ------------------------ | ----------- |
| Bộ Ngoại giao Kagawaran ng Ugnayang Panlabas                                                       | Ngoại trưởng Kalihim ng Ugnayang Panlabas                                                           | 1898      | Perfecto Yasay Jr.       | 30/6/2016   |
| Văn phòng điều hành Tanggapan ng Kalihim Tagapagpaganap                                            | Thư ký hành pháp Kalihim Tagapagpaganap                                                             | 1936      | Salvador Medialdea       | 30/6/2016   |
| Văn phòng phát ngôn viên Tổng thống Tanggapan ng Tagapagsalita ng Pangulo                          | Phát ngôn viên Tổng thống Tagapagsalita ng Pangulo                                                  | 1986      | Ernesto Abella           | 30/6/2016   |
| Bộ Tài chính Kagawaran ng Pananalapi                                                               | Thư ký Tài chính Kalihim ng Pananalapi                                                              | 1897      | Carlos Dominguez III     | 30/6/2016   |
| Bộ Tư pháp Kagawaran ng Katarungan                                                                 | Thư ký Tư pháp Kalihim ng Katarungan                                                                | 1898      | Vitaliano Aguirre II     | 30/6/2016   |
| Bộ Nội vụ và chính quyền địa phương Kagawaran ng Interyor at Pamahalaang Lokal                     | Thư ký Nội vụ và chính quyền địa phương Kalihim ng Interyor at Pamahalaang Lokal                    | 1897      | Ismael Sueño             | 30/6/2016   |
| Bộ Y tế Kagawaran ng Kalusugan                                                                     | Thư ký Y tế Kalihim ng Kalusugan                                                                    | 1898      | Paulyn Jean Russel-Ubial | 30/6/2016   |
| Bộ Nông nghiệp Kagawaran ng Pagsasaka                                                              | Thư ký Nông nghiệp Kalihim ng Pagsasaka                                                             | 1898      | Emmanuel Piñol           | 30/6/2016   |
| Bộ Công trình công cộng và cao tốc Kagawaran ng Pagawaing Bayan at Lansangan                       | Thư ký Công trình công cộng và cao tốc Kalihim ng Pagawaing Bayan at Lansangan                      | 1899      | Mark Villar              | 1/8/2016    |
| Bộ Thông tin và công nghệ truyền thông Kagawaran ng Teknolohiyang Pang-Impormasyon at Komunikasyon | Thư ký Thông tin và công nghệ truyền thông Kalihim ng Teknolohiyang Pang-Impormasyon at Komunikasyo | 6/2016    | Rodolfo Salalima         | 30/6/2016   |
| Bộ Giao thông vận tải Kagawaran ng Transportasyon                                                  | Thư ký Giao thông vận tải Kalihim ng Transportasyon                                                 | 1899      | Arthur Tugade            | 30/6/2016   |
| Bộ Giáo dục Kagawaran ng Edukasyon                                                                 | Thư ký Giáo dục Kalihim ng Edukasyon                                                                | 1901      | Leonor Briones           | 30/6/2016   |
| Bộ Phúc lợi xã hội và phát triển Kagawaran ng Kagalingang Panlipunan at Pagpapaunlad               | Thư ký Phúc lợi xã hội và phát triển Kalihim ng Kagalingang Panlipunan at Pagpapaunlad              | 1939      | Judy Taguiwalo           | 30/6/2016   |
| Bộ Lao động và việc làm Kagawaran ng Paggawa at Empleyo                                            | Thư ký Lao động và việc làm Kalihim ng Paggawa at Empleyo                                           | 1933      | Silvestre Bello III      | 30/6/2016   |
| Bộ Ngân sách và quản lý Kagawaran ng Pagbabadyet at Pamamahala                                     | Thư ký Ngân sách và quản lý Kalihim ng Pagbabadyet at Pamamahala                                    | 1936      | Benjamin Diokno          | 30/6/2016   |
| Bộ Quốc phòng Kagawaran ng Tanggulang Pambansa                                                     | Thư ký Quốc phòng Kalihim ng Tanggulang Pambansa                                                    | 1939      | Delfin Lorenzana         | 30/6/2016   |
| Bộ Khoa học và công nghệ Kagawaran ng Agham at Teknolohiya                                         | Thư ký Khoa học và công nghệ Kalihim ng Agham at Teknolohiya                                        | 1987      | Fortunato de la Peña     | 30/6/2016   |
| Bộ Cải cách nông nghiệp Kagawaran ng Repormang Pansakahan                                          | Thư ký Cải cách nông nghiệp Kalihim ng Repormang Pansakahan                                         | 1971      | Rafael V. Mariano        | 30/6/2016   |
| Bộ Du lịch Kagawaran ng Turismo                                                                    | Thư ký Du lịch Kalihim ng Turismo                                                                   | 1973      | Wanda Corazon Teo        | 30/6/2016   |
| Bộ Công Thương Kagawaran ng Kalakalan at Industriya                                                | Thư ký Công Thương Kalihim ng Kalakalan at Industriya                                               | 1901      | Ramón López              | 30/6/2016   |
| Bộ Môi trường và tài nguyên thiên nhiên Kagawaran ng Kapaligiran at Likas na Kayamanan             | Thư ký Môi trường và tài nguyên thiên nhiên Kalihim ng Kapaligiran at Likas na Kayamanan            | 1917      | Regina Paz Lopez         | 30/6/2016   |
| Bộ Năng lượng Kagawaran ng Enerhiya                                                                | Thư ký Năng lượng Kalihim ng Enerhiya                                                               | 1992      | Alfonso Cusi             | 30/6/2016   |
| Ủy ban Giáo dục Đại học Komisyon sa Lalong Mataas na Edukasyon                                     | Chủ nhiệm Ủy ban Giáo dục Đại học Tagapangulo ng Komisyon sa Lalong Mataas na Edukasyon             | 1994      | Patricia Licuanan        | 30/6/2016   |

### Chức vụ cấp Nội các
| Ban | Văn phòng | Thành lập | Đương nhiệm            | Bổ nhiệm từ |
| --- | --- | --------- | ---------------------- | ----------- |
| Văn phòng Phó Tổng thống Tanggapan ng Pangalawang Pangulo                                                            | Phó Tổng thống Pangalawang Pangulo | 1935      | Leni Robredo           | 30/6/2016   |
| Hội đồng Điều phối phát triển nhà và đô thị Sangguniang Pang-koordinasyon sa Pabahay at Pambayang Pagpapaunlad       | Chủ tịch Hội đồng Điều phối phát triển nhà và đô thị Tagapangulo ng Sangguniang Pang-koordinasyon sa Pabahay at Pambayang Pagpapaunlad | 1986      | Leoncio Evasco Jr.     | 5/12/2016   |
| Cơ quan Kinh tế quốc gia và phát triển Pambansang Pangasiwaan sa Kabuhayan at Pagpapaunlad                           | Tổng giám đốc Cơ quan Kinh tế quốc gia và phát triển Direktor-Heneral ng Pambansang Pangasiwaan sa Kabuhayan at Pagpapaunlad           | 1972      | Ernesto Pernia         | 30/6/2016   |
| Văn phòng Truyền thông Tổng thống Pampanguluhang Tanggapan sa Pagpapatakbo ng Komunikasyon                           | Thư ký Văn phòng hoạt động truyền thông Tổng thống Kalihim ng Pampanguluhang Tanggapan sa Pagpapatakbo ng Komunikasyon                 | 1986      | Martin Andanar         | 30/6/2016   |
| Hội đồng An ninh Quốc gia Pambansang Sangguniang Panseguridad                                                        | Cố vấn An ninh Quốc gia Tagapayo sa Pambansang Seguridad                                                                               | 1950      | Hermogenes Esperon     | 30/6/2016   |
| Văn phòng thư ký Nội các Tanggapan ng Kalihim ng Gabinete                                                            | Thư ký Nội các Kalihim ng Gabinete | 1986      | Leoncio Evasco Jr.     | 30/6/2016   |
| Tham mưu quản lý Tổng thống Pamunuan ng Pampanguluhang Pamamahala                                                    | Thủ trưởng Tham mưu quản lý thuộc Tổng thống Pinuno ng Pampanguluhang Pamamahala                                                       | 1970      | Christopher Go         | 30/6/2016   |
| Văn phòng thảo luận trọng yếu luật định Tổng thống Tanggapan ng Punong Tagapayo ng Pangulo sa Batas                  | Chánh Văn phòng Thảo luận Trọng yếu Punong Tagapayo ng Pangulo sa Batas                                                                |           | Salvador Panelo        | 30/6/2016   |
| Cơ quan phát triển Manila Pangasiwaan sa Pagpapaunlad ng Kalakhang Maynila                                           | Chủ tịch cơ quan phát triển Manila Tagapangulo ng Pangasiwaan sa Pagpapaunlad ng Kalakhang Maynila                                     | 1975      | Thomas Orbos           | 23/8/2016   |
| Ủy ban Quốc gia người Hồi giáo Philippines Pambansang Komisyon sa mga Pilipinong Muslim                              | Thư ký Ủy ban Quốc gia Hồi giáo Philippes Tagapangulo ng Pambansang Komisyon sa mga Pilipinong Muslim                                  | 2010      | Yasmin Busran-Lao      | 30/6/2016   |
| Ủy ban người Philippines tại nước ngoài Komisyon para sa mga Filipino sa Ibayong Dagat                               | Chủ tịch Ủy ban người Philippines tại nước ngoài Tagapangulo ng Komisyon para sa mga Filipino sa Ibayong Dagat                         | 1980      | Imelda M. Nicolas      | 30/6/2016   |
| Cơ quan phát triển Mindanao Pangasiwaan sa Pagpapaunlad ng Mindanao                                                  | Chủ tịch cơ quan phát triển Mindanao Tagapangulo ng Pangasiwaan sa Pagpapaunlad ng Mindanao                                            | 2010      | Datu Abul Khayr Alonto | 30/6/2016   |
| Ủy ban chống đói nghèo quốc gia Pambansang Komisyon Laban sa Kahirapan                                               | Chủ tịch Ủy ban chống đối nghèo quốc gia Punong Tagapagtanghal ng Pambansang Komisyon Laban sa Kahirapan                               | 1998      | Liza Maza              | 30/6/2016   |
| Văn phòng Cố vấn Tổng thống về tiến trình hoà bình Tanggapan ng Tagapayo ng Pangulo para sa Prosesong Pangkapayapaan | Cố vấn Tổng thống về tiến trình hoà bình Tagapayo ng Pangulo para sa Prosesong Pangkapayapaan                                          |           | Jesus Dureza           | 30/6/2016   |
| Văn phòng liên lạc Nghị viện Tổng thống Tanggapan ng Tagapamagitan ng Pangulo sa Lehislatura                         | Thủ trưởng Văn phòng liên lạc Nghị viện Tổng thống Pinuno ng Tanggapan ng Tagapamagitan ng Pangulo sa Lehislatura                      |           | Adelino B. Sitoy       | 12/9/2016   |
| Văn phòng cố vấn chính trị Tanggapan ng Tagapayong Pulitikal                                                         | Cố vấn chính trị Tagapayong Pulitikal                                                                                                  |           | Ronaldo M. Llamas      | 17/1/2011   |